# Памятник Высоцкому (Самара)
Памятник В. С. Высоцкому в Самаре — мемориал, посвящённый памяти поэта, актёра, сочинителя и исполнителя песен Владимира Семёновича Высоцкого. Автор — известный художник и скульптор Михаил Михайлович Шемякин.
Был открыт 25 января 2008 года (в 70-летнюю годовщину со дня рождения Высоцкого) у Дворца спорта, с 2022 года носящего имя актёра (адрес — Молодогвардейская ул., 222).
Поводом для установки памятника в этом месте послужили концерты В. Высоцкого, прошедшие в куйбышевском Ледовом дворце спорта ЦСК ВВС 29 ноября 1967 года.
В. Высоцкого и автора памятника М. Шемякина связывала тесная личная и творческая дружба. Художник в Париже делал магнитофонные записи песен поэта и иллюстрировал его произведения, а Владимир Семёнович посвятил другу 12 своих стихов и песен — больше, чем кому бы то ни было.
15 мая 2017 года, в связи со сносом старого Дворца спорта и намечающимся строительством нового, мемориал был временно демонтирован и перевезён в хранилище.
На бронзовой стене выгравирована благодарность бывшему «комсомольскому вожаку», когда-то открывшему самарцам Высоцкого — Косте Титову, благодаря которому появился этот памятник.
Памятник появился благодаря губернатору Титову К. А., но Высоцкого самарцам открыли вице-президент городского молодёжного клуба ГМК-62 Артур Щербак и Всеволод Ханчин, а комсомольский вожак Костя Титов отвечал тогда за распространение билетов.

## Высоцкий в Куйбышеве
В 1967 году в городе прошли 5 концертов В. Высоцкого:
- два — 24 мая (в филармонии и клубе им. Дзержинского),
- два — 29 ноября во Дворце спорта,
- один — 30 ноября в политехническом институте.

По свидетельству Всеволода Ханчина, одного из организаторов и ведущего всех выступлений барда, в I приезд Высоцкого в город его совсем ещё не знали. Однако «после майских концертов по городу быстро разошлись записи, и песни Высоцкого покорили всех, кто их услышал». Летом состоялась премьера фильма «Вертикаль», после которой Высоцкий стал знаменитым. Перед ноябрьским приездом Высоцкого организаторы предлагали желающим присылать заявки, и очень скоро заявок набралось на сорок тысяч человек. «Вячеслав Климов, Всеволод Ханчин, Артур Щербак, Борис Чернышов, Исай Фишгойт, Евгений Митрофанов ночей не спали, готовя площадку для Высоцкого. Договорились на площадку Дворца спорта, но тут власти словно проснулись. Сразу возникла пауза и… полный запрет КГБ, обкома партии и управления культуры. Узнав о том, что его приглашают во дворец спорта, отказался выступать и сам Высоцкий… Уже почти запрещенные концерты, хотя все билеты были проданы, состоялись лишь благодаря личному вмешательству секретаря обкома В. П. Орлова», которому организаторы дали послушать «правильно» подобранные песни Высоцкого. В. Ханчин уехал в Москву с целью во что бы то ни стало привезти Высоцкого, который согласился ехать, ещё не зная, что в Куйбышеве его ожидает крытый стадион и более чем пятитысячная аудитория. Архивная копия от 7 мая 2016 на Wayback Machine

## История создания и установки
Память о приезде Высоцкого в городе бережно сохранялась. Здесь был организован сначала полуподпольный, а потом официальный Мемориальный центр-музей Владимира Высоцкого. Архивная копия от 28 апреля 2017 на Wayback Machine
Идея памятника, относящаяся к началу 2000-х, возникла не на пустом месте. В январе 2008-го газета «Самарские известия» писала: «Лет 7 назад появились первые многообещающие сдвиги [в деле увековечивания памяти поэта], Всеволод Ханчин встретился в Нью-Йорке с Михаилом Шемякиным и получил поддержку скульптора… Идею [создания памятника] поддержал тогдашний губернатор Самарской области Константин Титов, а теперь областное правительство, губернатор Владимир Артяков довели задуманное до логического конца. Часть средств на доставку скульптурной композиции из-за океана, её установку собрал фонд памяти, а основную финансовую нагрузку на себя взяло правительство губернии».
В 2006 году Константин Алексеевич Титов, бывший тогда губернатором Самарской области, предложил Михаилу Шемякину установить памятник Высоцкому возле Дворца спорта, в котором актёр и поэт выступал в 1967 году перед шеститысячной аудиторией. Это предложение К. Титов сделал М. Шемякину 3 апреля 2006 г. во время обсуждения планов строительства в Самаре «всемирного мемориала жертвам террора… Губернатор Титов заодно попросил его подумать и о проекте памятника Владимиру Высоцкому». Архивная копия от 12 мая 2016 на Wayback Machine
Памятник был открыт 25 января 2008 года в честь 70-летия со дня рождения Высоцкого.
Выступивший на открытии памятника губернатор В. Артяков отметил: «Я думаю, Высоцкого можно сравнивать с Пушкиным наших дней. Причем для многих из нас он был и остается „своим“… Поздравляю всех жителей области с тем, что достойный памятник достойному человеку появился именно в нашей губернии».
Михаил Шемякин не смог присутствовать на открытии памятника. Некоторые СМИ озаглавили свои материалы о событии так: «Шемякин подарил Самаре памятник Высоцкому». Архивная копия от 9 мая 2016 на Wayback Machine Скульптор не взял денег ни за работу, ни за отливку памятника.
Канун открытия памятника совпал со стихийным бедствием — сильнейшим снегопадом; высота снежного покрова в Самаре достигла 75 см. Город был завален снегом, в некоторых местах образовались наносы двухметровой высоты, полностью закрыв автомобили. Новость об открытии памятника в рейтинге упоминаний в местной прессе следовала сразу за новостями о битве с заносами, об отмене школьных занятий и возобновлении работы аэропорта «Курумоч».

## Образно-символическая структура
Шемякин в книге «Высоцкий В. С., Шемякин М. М. Две судьбы» пишет:

Памятник Высоцкому работы Шемякина в Самаре. Фрагмент. Метафизический портрет.

«Высоцкий в костюме и плаще Гамлета стоит, опершись на гитару, на фоне бронзовой стены, напоминающей стены Театра на Таганке, в правом углу — свисающий театральный занавес. Слева в проеме стены — тюремная решетка, перед которой фигура стоящего спиной к зрителю милиционера, держащего связку ключей не то от камер заключенных, не то от самой страны, запертой от свободного мира и превращенной в „большую зону“. Правее от тюремной двери на разросшемся кусте терновника сидит птица алконост. Перед сказочной птицей — фигура Марины Влади в роли принцессы Клевской, которую она когда-то сыграла в кино. В руках Марина держит книгу „Владимир, или Прерванный полет“, написанную ею после смерти мужа, из которой как символ злобы и интриг, обрушившихся в России на голову Марины после ухода Володи, выползает маленькая змея. Над головой Влади висит любимая Высоцким работа Шемякина „Метафизический портрет с Уркой“. И в правом углу зритель видит фигуру госпожи Смерти, прикрывающей оскал черепа театральной маской и держащей в руке чашу Судьбы, перевитую маком, который для себя Высоцкий обозначил символом Смерти. И под чашей выгравированы эти строки: „Как хороши, как свежи были маки, из коих смерть схимичили врачи!“ И ещё на бронзовой стене выгравирована благодарность бывшему „комсомольскому вожаку“, когда-то открывшему самарцам Высоцкого — Косте Титову, благодаря которому появился этот памятник».
Важный элемент памятника — фрагменты стихов Высоцкого, выгравированные на бронзе.

### Образ Высоцкого-Гамлета

Памятник Высоцкому работы Шемякина в Самаре. Фрагмент.

Об отношении Высоцкого к роли Гамлета и собственно к шекспировскому персонажу говорит стихотворение «Мой Гамлет» (1972) Архивная копия от 8 мая 2016 на Wayback Machine. О. Ю. Казмирчук пишет: «Данный текст — стихотворение, написанное Гамлетом. Однако его название, „Мой Гамлет“, свидетельствует о том, что автор лишь примеряет на себя эту роль, дает свою интерпретацию сюжета, а значит, рассказ о судьбе принца и его друзей одновременно является рассказом о самом авторе и его поколении… Гамлет Высоцкого стремится избежать предначертанной ему судьбы правителя, стремится противопоставить себя жестокому миру… По мнению Высоцкого, мучивший Гамлета вопрос „быть или не быть“ не является самым трудным и важным, самый нужный вопрос ещё не найден, не сформулирован…» Архивная копия от 8 мая 2016 на Wayback Machine.
«А гениальный всплеск похож на бред,
В рожденье смерть проглядывает косо…
А мы всё ставим каверзный ответ
И не находим — нужного вопроса».
(В. Высоцкий. «Мой Гамлет»)

Фрагмент памятника. Фигура Высоцкого (вид слева)

«Рассказывая журналистам о том, как в Театре на Таганке обыгрывается центральный гамлетовский монолог, Высоцкий пояснял: „Гамлет, которого я играю, он у меня не думает, быть ему или не быть. Потому что — быть; он знает, что хорошо жить, все-таки… Как ни странно, вопрос, который всем ясен — что быть лучше и жить надо — всё равно стоит перед определёнными людьми всю историю человечества. Вот что Гамлета мучает — значит, что-то не в порядке, если ясно, что жить лучше, а люди всё время решают этот вопрос. Вопрос в том, чтобы не вставало этого вопроса“» Архивная копия от 8 мая 2016 на Wayback Machine.
«Что-то не в порядке…» «Нет, ребята, всё не так…». Что именно не устраивало Высоцкого? Самый полный ответ на этот вопрос дают его стихи. Процесс их создания поэт охотнее всего открывал своему другу Михаилу Шемякину. Марина Влади ревновала к нему супруга, когда тот, прилетая в Париж, в первую очередь спешил не к жене, а к Шемякину, чтобы показать ему свои новые стихи и песни.

### Образ Госпожи Смерти
В 2011 году М. Шемякин выпустил книгу-альбом «Высоцкий В. С., Шемякин М. М. Две судьбы», состоящий из 42 иллюстраций к стихам Высоцкого, а также из текстов, посвящённых их дружбе. Два образа, присутствующие в композиции памятника, часто встречаются в иллюстрациях Шемякина к произведениям Высоцкого: образ Смерти и образ Милиционера-Охранника.

Памятник Высоцкому работы Шемякина в Самаре. Фрагмент. Госпожа Смерть

Справа от горельефа Марины Влади, почти спиной к ней, расположена фигура, закутанная с головой в мягкие одежды, которые ниже пояса сложены в плавные вертикальные складки. В левой руке босая Смерть держит маску, которая немного опустилась и открыла истинное лицо Госпожи: череп с провалами глаз. Её «взгляд» направлен на Высоцкого, который стоит к ней спиной на своем постаменте. В правой руке Смерть держит полную чашу, овитую цветком мака. Рядом на бронзовой стене начертаны стихи поэта (орфография и пунктуация сохранены):
«Как хороши, как свежи были маки,
Из коих смерть схимичили врачи…».
С близкого расстояния видно: провалы глазниц Госпожи Смерти уходят вглубь стены, пустота её черепа — это не контррельеф (заглубленная фигура), а углубления в барельефе.

### Образ охранника

Памятник Высоцкому работы Шемякина в Самаре. Фрагмент. Охранник

В левой части бронзовой стены — ниша, которую покрывает решетка. Перед ней спиной к нам стоит огромная (224 см) фигура милиционера в сапогах, галифе, кителе и портупее, на которой висит кобура. Руки Охранника сложены за спиной и держат связку ключей. Голова — шестигранная призма — напоминает болт, а фуражка — шляпку гвоздя.
Человек в сапогах и фуражке (часто вооружённый) встречается в 12-ти из 42-х иллюстраций Шемякина к текстам Высоцкого:
- «Мой чёрный человек в костюме сером…»,
- «Енгибарову — клоуну от зрителей»,
- «И кто вы суть? Безликие кликуши…»,
- Песня-сказка про джина,
- Конец охоты на волков,
- Ответ на песню «Охота на волков»,
- Никакой ошибки,
- Серебряные струны,
- «Красное, зелёное…»,
- «Был побег на рывок…»,
- Купола. Песня о России,
- Песня Солодова[7].

На стене рядом с охранником — первая и последняя строфы из стихотворения «Мой чёрный человек в костюме сером…» (орфография и пунктуация сохранены):
«Мой чёрный человек
В костюме сером —
Он был министром, домуправом, офицером…
Как злобный клоун, он менял личины
И бил под дых, внезапно, без причины.
…
Но знаю я, что лживо, а что свято —
Я понял это всё-таки давно.
Мой путь один, всего один, ребята,
Мне выбора, по счастью, не дано!»
В. Высоцкий

### Образ Марины Влади

Фрагмент памятника. Марина Влади и алконост (крупный план)

На бронзовой стене «разросся» куст терновника, его ветви — как длинные закрученные в полукружья шипы создают красивый орнамент. На кусте сидит мифическая птица Алконост с грудью и головой молодой женщины. На гладко убранных назад волосах — кокошник, но её лицо выглядит современно. Птица приподняла крылья и смотрит на Марину, которая внимает ей и будто углублена в свои мысли. Марина одета в старинное платье, но причёска современная. В руках она держит книгу «Владимир, или Прерванный полет», из-под которой выползает змейка.
Горельеф Марины Влади смещён относительно центра стены вправо. Повествование о жизни героя ведется слева направо. Марина пришла в жизнь Владимира за 12 лет до его ухода. Она представлена скульптором в роли принцессы Клевской в одноименном фильме Жана Деланнуа (1961 год) Архивная копия от 5 мая 2016 на Wayback Machine, снятому по роману М. М. де Лафайет. Архивная копия от 20 апреля 2016 на Wayback Machine Роль Марина сыграла, когда ей было 23 года.
Справа от горельефа — четверостишие из знаменитого последнего стихотворения поэта, написанного 11.6.1980 года (орфография и пунктуация сохранены):
Марине Влади
«Мне меньше полувека — сорок с лишним
Я жив, двенадцать лет тобой храним.
Мне есть что спеть, представ перед Всевышним,
Мне есть чем оправдаться перед Ним…»

### Алконост

Памятник Высоцкому работы Шемякина в Самаре. Фрагмент. Марина Влади и алконост

Это имя встречается в посвящённой М. Шемякину песне Высоцкого «Купола»:
«…Птица Сирин мне радостно скалится,
Веселит, зазывает из гнёзд;
А напротив тоскует-печалится,
Травит душу чудной Алконост!…»
«Алконост, в византийских и русских средневековых легендах райская птица с человеческим лицом (часто упоминается вместе с другой райской птицей — сирином). Образ алконоста восходит к греческому мифу об Алкионе, превращенной богами в зимородка. Алконост несет яйца на берегу моря и, погружая их в глубину моря, делает его спокойным на шесть дней. Пение алконоста настолько прекрасно, что услышавший его забывает обо всем на свете». Контраст в образе алконоста между «тоской-печалью» у Высоцкого и мифическим «прекрасным пением», которое заставляет слушателя «забыть обо всем на свете», не делает шемякинский образ противоречивым, он определяет особенность дара Высоцкого: тоска, боль и сочувствие в его поэтике — синоним «Прекрасного», пробуждающего душу, вызывающего её из небытия.

## Отзывы
Послание нонконформиста Шемякина, выраженное в образной структуре памятника, закономерно вызывает неоднозначную реакцию самарской публики.
Автор сайта «Памятники всего мира. Всё, что дорого сердцу» написал:

При первом и каждом последующем взгляде на памятник Высоцкому в Самаре становится немного не по себе, что-то в нём есть отталкивающее.